# HD106215
HD106215 — хімічно пекулярна зоря спектрального класу A0, що має видиму зоряну величину в смузі V приблизно  9,3.
Вона  розташована на відстані близько 1259,3 світлових років від Сонця.

## Пекулярний хімічний склад
Зоряна атмосфера HD106215 має підвищений вміст 
Cr
.